# Couronne de Monomaque
Ne doit pas être confondu avec Couronne de Constantin Monomaque.

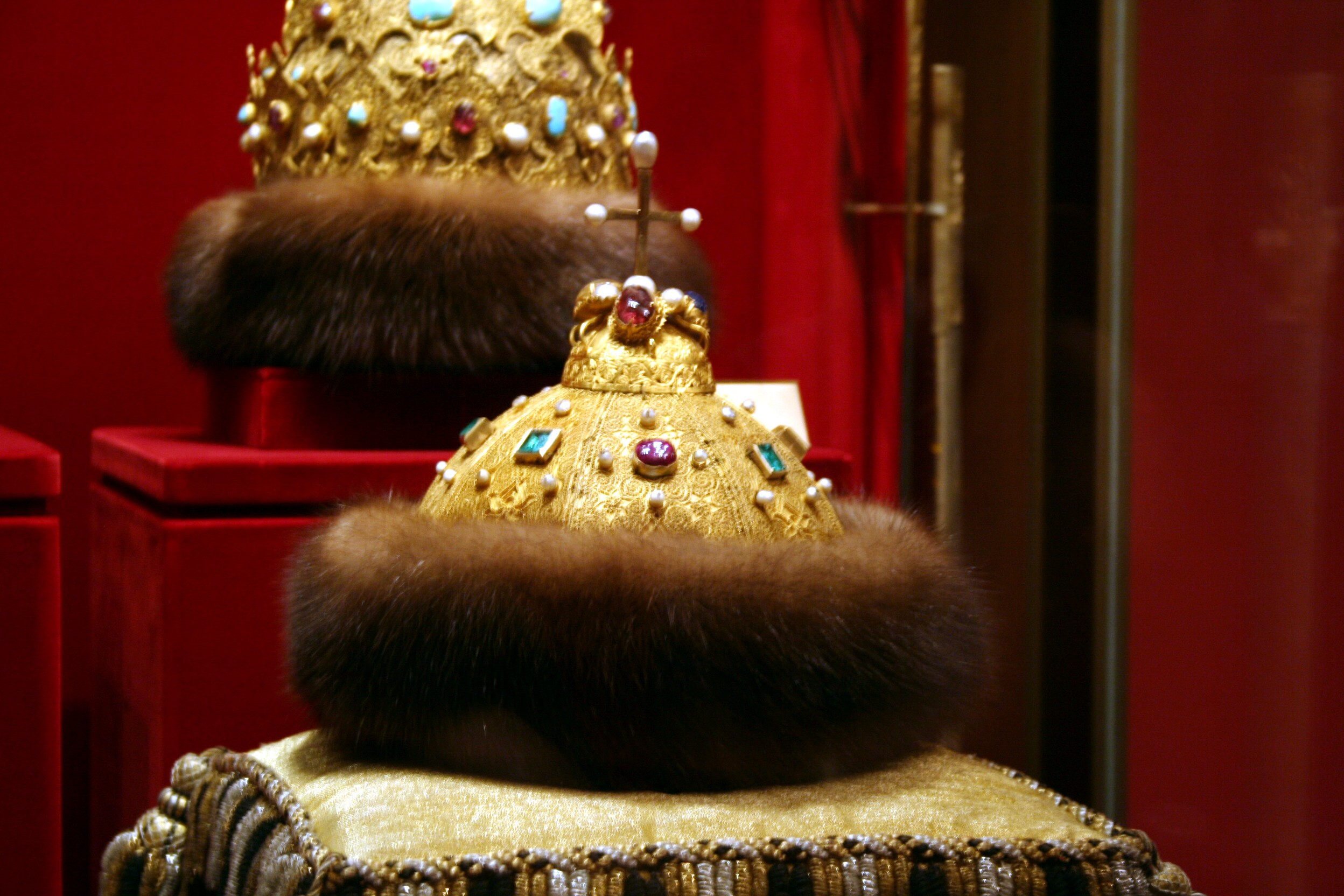
Couronne de Monomaque

La couronne de Monomaque (russe : шапка Мономаха) ou bonnet de Monomaque est l'un des symboles de l'autocratie russe et l'une des plus anciennes couronnes exposées au Palais des Armures de Moscou. Elle a été la couronne de tous les grands-princes moscovites et des tsars de Dimitri Donskoï à Pierre le Grand.